# Jing (軟體)
Jing是2007年由TechSmith開發的一款免費截圖程序軟體。該軟體可讓用戶的電腦擷圖，並將其上傳到網路、文件传输协议、電腦或剪贴板。假如將檔案上傳至網路，該程式會自動創建一個统一资源定位符以便和他人共用。Jing可與麥金塔和Microsoft Windows共存。使用者在使用軟體之前，必須註冊一個帳戶。2009年1月6日，TechSmith發布了Jing的付費版本“Jing Pro”。